# Абу-Джифан/Мазалідж – Хурайс
Абу-Джифан/Мазалідж – Хурайс – газопровід в Саудівській Аравії, який подає ресурс на газопереробний завод Хурайс.
В 2018 році в районі на південний схід від Ер-Ріяду ввели в розробку нафтові родовища Абу-Джифан та Мазалідж. Їх продукція по мультифазним трубопроводам надходить на спільну установки сепарації нафти та газу (Gas Oil Separation Plant, GOSP), яка отримала позначення Satellite GOSP. Від останньої попутний газ транспортується на газопереробний завод Хурайс по трубопроводу KHTG-1 (Khursaniyah Trunlkine Gas-1), який має довжину 90 км та виконаний в діаметрі 400 мм.